# Кам'яний монстр
Кам'яний монстр (Rock Monster) — американський телевізійний фільм 2008 року режисера Деклана О'Браєна. Оригінальний фільм «SyFy», прем'єра відбулася 22 березня 2008 року.

## Про фільм
Компанія студентів коледжу мандрує до села у Східній Європі. Коли вони прибувають, Джейсон витягує меч із каменю — тим самим пробуджує гігантського кам'яного монстра.
Незабаром Джейсон дізнається, що його предок уже вбивав подібного монстра саме тим мечем. Дімітар володіє ключем, який має силу вбити або ж контролювати монстра. Він хоче, щоб дух скельного творіння увійшов у його тіло, аби дух зробив його «всемогутнім». Монстр вбиває людей, а потім переслідує Дімітара до села, де його перемагає Джейсон з допомогою меча.
Згодом виявилося, що меч був Екскалібуром .

## Знімались
| Актор              | Роль              |
| ------------------ | ----------------- |
| Чад Майкл Коллінз  | Джейсон           |
| Наталі Деніз Сперл | Кассандра         |
| Алісія Лагано      | Тоні              |
| Джон Політо        | Полковник         |
| Ніколай Ілієв      | сільський хлопець |
| Владімір Колев     | бармен            |
| Гаррі Анічкін      | міський голова    |
| Філіп Аврамов      | актор             |